# Los Pioneros
Los Pioneros es la primera telenovela boliviana  realizada por Santa Cruz Films Producciones (Safipro), estrenada en horario estelar el 7 de enero de 1990 por Teleoriente
Con dirección general de Enrique Alfonso, cuenta con el actor beniano Milton Cortez como protagonista, acompañado de un elenco de primer nivel integrado por Mónica Landivar, Marisol Méndez, Raúl González, María del Carmen Natusch de Alfonso, Raúl Bauer, Carlos "Gaucho Ortiz, Enrique Alfonso, Julio Kempff.

## Historia

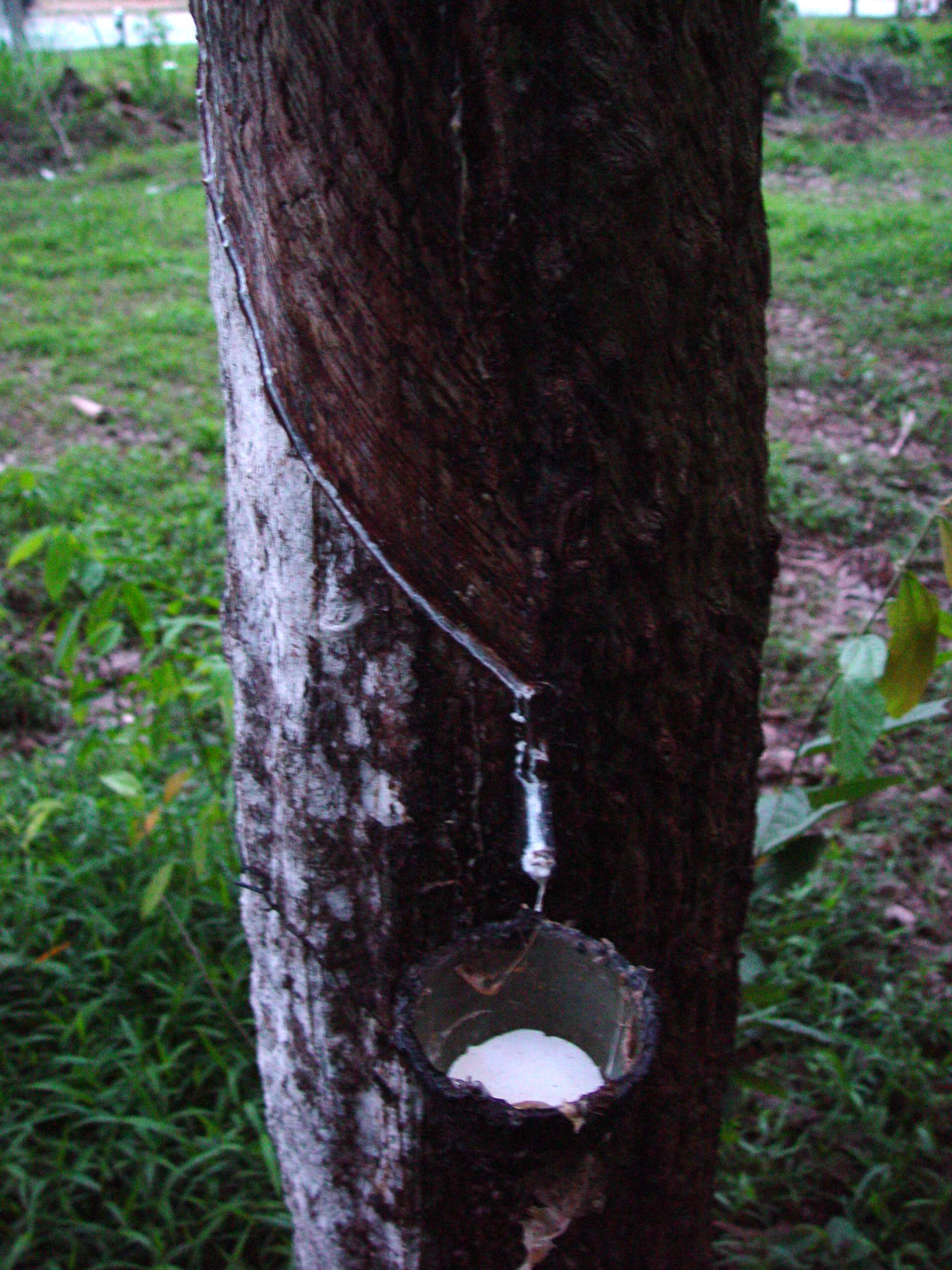
Hevea brasiliensis, originario de la cuenca hidrográfica del río Amazonas, donde existía en abundancia y con exclusividad.

Relata historias de la explotación de la siringa o caucho en el departamento del Beni.

## Sinopsis
Es la primera telenovela de 40 capítulos realizada por SAFIPRO que relata la tarea emprendida hace un siglo atrás, por un grupo de hombres audaces, que atraídos por la abundante riqueza de la siringa, realizaron una importante labor, generando riquezas, fundando pueblos, sentando soberanía y creando un verdadero imperio en torno a la explotación de la valiosa goma.
Esta historia, que alcanza la dimensión de una epopeya, narra por su parte la visión y el esfuerzo desplegados por la clase dominante de aquella época, y por la otra, la explotación inmisericorde de la que es objeto el siringuero, convergiendo ambas realidades en un postrer encuentro que sintetiza  el surgimiento y la perpetración de esa extensa región del oriente boliviano.
Personajes extraordinarios de la vida real como Nicolás Suárez, Antonio Vaca Díez y miembros de la familia Roca se entremezclan con otros nacidos de la ficción, articulándose de esta manera una genuina historia, de los que se ha dado por denominar el IMPERIO DE LA GOMA .

## Producción
Después de La última expedición Safipro se enfrentó a un reto más difícil: Los Pioneros, producción en la que invirtieron $us 300.000 y que les costó recuperarse de las pérdidas.
El guionista Jorge Wilder Cervantes propone a Santa Cruz Films Producciones (SAFIPRO) realizar un proyecto más ambicioso, Los Pioneros, que relata la tarea emprendida hace un siglo atrás, por un grupo de hombres audaces, que atraídos por la abundante riqueza de la siringa, realizaron una importante labor, generando riquezas, fundando pueblos, sentando soberanía y creando un verdadero imperio en torno a la explotación de la valiosa goma.
Fue la primera telenovela boliviana que constó de 40 capítulos.

## Elenco
en orden de la apertura
| Actor/Actriz                         | Personaje                                    |
| ------------------------------------ | -------------------------------------------- |
| Marisol Méndez                       | Castalia Roca                                |
| Raúl Gonzalez                        | Wenceslao Añez                               |
| Milton Cortez                        | Peregrino Cruz                               |
| Mónica Landívar                      | Fidelia                                      |
| Raúl Bauer                           | Salustiano Justiniano                        |
| Carlos "Gaucho" Ortiz                | Vendegente                                   |
| Betty Justiniano                     | Pura                                         |
| Enrique Alfonso                      | Manuel Antonio Roca                          |
| María del Carmen Natusch de Alfonso  | Asunta de Roca                               |
| Antonio Anzoategui                   | Filomeno                                     |
| Lorgio Jordán                        | Ramón                                        |
| Willie Grunmbaun                     | Modesto Clementeli                           |
| Joaquín de la Fuente                 | Don Laureano, Subprefecto de Magdalena       |
| Patricia Alfonso                     | Delfina                                      |
| Rafael Ruiz                          | Egidio                                       |
| Percy Román                          | Celimadel                                    |
| Selma Saavedra                       | Tatusa                                       |
| Julio Kempff                         | Nicolás Suárez                               |
| Luis Valenzuela                      | Antonio Vaca Diez                            |
| Juan Fuertes                         | Angel Roca                                   |
| Hernán Hurtado                       | Miguel Roca                                  |
| Inés Flores                          | Mosita                                       |
| Juan de Dios Castro                  | Jacinto                                      |
| Rudy Gil                             | Felizardo                                    |
| Richard Flores                       | Isolino                                      |
| Antonio Gil                          | Delmicio - Capanga                           |
| Gonzalo Roca                         | Pancho - Capanga                             |
| Etelvina Peña                        | Felicia                                      |
| Ricardo Alfonso                      | Manuel Roca                                  |
| Jorge Flores                         | Dr. Nemesio Mercado                          |
| Tedy Landívar                        | Elias Antelo                                 |
| Delmiro Vargas                       | Crisanto Sanguino                            |
| Malena Durán                         | Madre de Delfina                             |
| Hugo Mendez                          | Carlos - Padre de Delfina                    |
| Bernardo Céspedes                    | Sigfredo - Jefe de los Capangas              |
| Rosita Natusch                       | Adelita Roca                                 |
| Claudia Alfonso                      | Clarita Roca                                 |
| Carolina Kempff                      | Marinita Roca                                |
| Julio Enrique Kempff                 | Toñito Roca                                  |
| Jorge Prado                          | Dr. Jordán - Abogado de Nicolás Suárez       |
| Udalrico Zambrana                    | Secretario Jiménez                           |
| Jaime Sebastián                      | Sacerdote                                    |
| Aida Parada                          | Mamá de Felizardo                            |
| Alejandra Saavedra                   | Hija de Vendegente                           |
| Claudia Carreón                      | Hija de Vegente                              |
| Tiluchín Anzoategui                  | Hijo de Vendegente                           |
| Hernán Suárez                        | Velasco - Amigo de Manuel Antonio            |
| Chaly Antelo                         | Alcides Justiniano - Papá de Salustiano      |
| Katty Gutiérrez                      | Hortencia de Justiniano - Mamá de Salustiano |
| Patricia Cabrera                     | Sarita de Mercado - Esposa de Nemesio        |
| Enrique Alfonso Jr.                  | Augusto Roca                                 |
| Juan de América                      | Barbery - Jefe de Polícía de Cuatro Ojos     |
| José Castro                          | Borracho de la policía                       |
| Chingolo Tavera                      | Jurisconsulto de Cuatro Ojos                 |
| Anita Pereyra                        | Doña Eduviges                                |
| Agustín Saavedra                     | Tristán Parada                               |
| Carmen De Vasconcellos               | Prudencia                                    |
| Ronald Parada                        | Arístides Romero                             |
| Julio César Busch                    | Amigo de Wenceslao                           |
| Orestes Arnes Ardaya                 | Poblador de Portachuelo                      |
| Alberto Saucedo                      | Nicanor Gonzalo Salvatierra                  |
| Cuco Egüez                           | Chiñuelo                                     |
| Adolfo Vargas                        | Capanga                                      |
| Abel Castillo                        | Comprador 1                                  |
| Trinchi Velarde                      | Comprador 2                                  |
| Manfredo Vaca                        | Vaca - Capanga                               |
| Pedro López                          | Peón de Modesto / Bárbaro                    |
| Miguel Ángel Lopez                   | Chuño                                        |
| Coky Murillo                         | Serafín - Capanga                            |
| Jorge Alí Yamal                      | Pontiano                                     |
| Scoth Whelan                         | Felipe Schweitzer                            |
| Ronald "Choco" Paz                   | Facundo                                      |
| Kurt Busch Cuellar                   | Amigo de Salustiano                          |
| Samuel Arrazola                      | Criado de Wenceslao                          |
| Jorge Mario Añez                     | Nicolás Suarez (Niño)                        |
| Claudia Bern                         | Petrona Callaú vda. de Suarez                |
| Paula Lopez                          | Mariana                                      |
| Gaby Vaca Diez                       | Sarita de Antelo -Esposa de Elias Antelo     |
| Gerónimo Mamani                      | Severiano                                    |
| Mario Niño de Guzmán                 | Romelio                                      |
| Fary Aguilera                        | Celina Cuellar                               |
| Rubén Rivero                         | Antoniano - Capanga                          |
| Mariana Cronembold                   | Selva - Hija de Peregrino y Fidelia          |
| Arturo Lora                          | Cástulo Toledo - Hacendado vecino            |
| Herman Callau Eyzaguirre             | Papá de Wenceslao                            |
| Carlos Leocadio Lopez (Taita Siripi) | Bernabé                                      |
| Percy Burgos                         | Capanga Peruano                              |
| Alex Jordán                          | Ramoncito - Hijo de Ramón                    |
| Emilia Añez                          | Petronila                                    |
| Marcelo Arce                         | Sacerdote Pablo / Luis Domingo / Toití       |
| Diny Matienzo                        | Elegida 1                                    |
| Cielo Franco                         | Elegida 2                                    |
| Roger Aburdene                       | Marceliano                                   |
| Katherine Subieta                    | Herminia                                     |
| Oswaldo Arteaga                      | Darío                                        |
| Meyder Mosqueira                     | Iratey                                       |
| Miguel Álvarez Molina                | Anselmo - Capanga                            |
| Fito Añez                            | Teniente Mercenario                          |
| Leny Nuñez                           | Mamá interesada                              |
| Jean Carla Lima                      | Jovencita                                    |
| Anzoategui                           | Pedro Fuentes                                |
| Rafael (Pipicho) Abitán              | Eliseo -Capanga                              |
| Alejandra Masgoret Cuellar           | Flor                                         |
| Percy Amelunge                       | Ayudante de Cástulo                          |
| Enrique Alfonso                      | Notario de Trinidad Registro Reales - Cameo  |
| Frida Soria                          | Doña Eulogia                                 |
| Carlos Landivar Gil                  | Hacendado de San Javier                      |
| Paúl Chávez                          | Obispo                                       |
| Ronald Gianella                      | Siringuero                                   |

## Banda sonora
La banda sonora de la telenovela fue compuesta y dirigida por el maestro César Scotta.
Son más de 40 soundrack para musicalizar cada una de los momentos de esta gran historia.
La canción de cierre de los créditos de cada episodio es interpretada por el protagonista y cantante Milton Córtez.
- El Río de este Amor

Letra: Milton Cortez
Música: César Scotta